# Futboll Klub Partizani 2018-2019
Questa voce raccoglie le informazioni riguardanti il Futboll Klub Partizani nelle competizioni ufficiali della stagione 2018-2019.

## Rosa
Rosa e numerazione aggiornate al 31 agosto 2018.
| N. |                                 | Ruolo | Calciatore                   |
| -- | ------------------------------- | ----- | ---------------------------- |
| 1  | Albania (bandiera)              | P     | Dashamir Xhika               |
| 2  | Macedonia del Nord (bandiera)   | D     | Egzon Belica (vice-capitano) |
| 3  | Nigeria (bandiera)              | D     | Alma Wakili                  |
| 5  | Bosnia ed Erzegovina (bandiera) | D     | Renato Gojković              |
| 7  | Albania (bandiera)              | A     | Eraldo Çinari                |
| 9  | Albania (bandiera)              | A     | Rubin Hebaj                  |
| 10 | Albania (bandiera)              | A     | Jasir Asani                  |
| 11 | Albania (bandiera)              | A     | Jurgen Bardhi                |
| 12 | Albania (bandiera)              | P     | Alban Hoxha (capitano)       |
| 14 | Macedonia del Nord (bandiera)   | C     | Besnik Ferati                |
| 15 | Kosovo (bandiera)               | D     | Rron Statovci                |
| 16 | Corea del Nord (bandiera)       | C     | So Hyon-Uk                   |
| 17 | Albania (bandiera)              | C     | Bruno Telushi                |

| N. |                    | Ruolo | Calciatore       |
| -- | ------------------ | ----- | ---------------- |
| 18 | Brasile (bandiera) | A     | Lucas Cardoso    |
| 19 | Albania (bandiera) | C     | Lorenc Trashi    |
| 20 | Albania (bandiera) | C     | Esat Mala        |
| 22 | Kosovo (bandiera)  | D     | Labinot Ibrahimi |
| 27 | Albania (bandiera) | C     | Ardit Hila       |
| 28 | Albania (bandiera) | D     | Senad Hysenaj    |
| 31 | Albania (bandiera) | C     | Eneid Kodra      |
| 33 | Albania (bandiera) | D     | Eneo Bitri       |
| 36 | Nigeria (bandiera) | D     | Sodiq Atanda     |
| 38 | Albania (bandiera) | C     | Kristi Kote      |
| 90 | Ghana (bandiera)   | C     | Emmanuel Mensah  |
| 99 | Albania (bandiera) | D     | Reinaldo Kalari  |
|    | Albania (bandiera) | P     | Ergys Hida       |

## Calciomercato

### Sessione estiva(dal 1/7 al 31/8)
| Acquisti | Acquisti        | Acquisti             | Acquisti             |
| R.       | Nome            | da                   | Modalità             |
| -------- | --------------- | -------------------- | -------------------- |
| D        | Eneo Bitri      | Tomori               | definitivo (0 €)     |
| D        | Rron Statovci   | Flamurtari Prishtina | definitivo (10000 €) |
| D        | Alma Wakili     | Škendija             | definitivo (0 €)     |
| C        | Ardit Hila      | Teuta                | definitivo (0 €)     |
| C        | Henry Okebugwu  | Egnatia              | definitivo (0 €)     |
| C        | Besnik Ferati   | Shkupi               | definitivo (0 €)     |
| C        | So Hyon-Uk      | Zemun                | definitivo (0 €)     |
| C        | Kristi Kote     | Liria                | definitivo (0 €)     |
| A        | Stefan Nikolić  | Napredak Kruševac    | definitivo (0 €)     |
| A        | Rubin Hebaj     | Domžale              | prestito (0 €)       |
| A        | Emmanuel Mensah | Kerkyra              | definitivo (0 €)     |
| A        | Eraldo Çinari   | Istria 1961          | prestito (0 €)       |

| Cessioni | Cessioni          | Cessioni          | Cessioni         |
| R.       | Nome              | a                 | Modalità         |
| -------- | ----------------- | ----------------- | ---------------- |
| D        | Arbnor Fejzullahu | Neuchâtel Xamax   | definitivo (0 €) |
| D        | Blerim Kotobelli  | Flamurtari Valona | definitivo (0 €) |
| C        | Idriz Batha       | Flamurtari Valona | definitivo (0 €) |
| C        | Milan Ćulum       | Inter Zaprešić    | definitivo (0 €) |
| C        | Henry Okebugwu    | Kastrioti         | prestito (0 €)   |
| C        | Gerhard Progni    | Teuta             | definitivo (0 €) |
| A        | Stefan Nikolić    | Radnik Surdulica  | definitivo (0 €) |
| A        | Emran Ramadani    | Renova            | definitivo (0 €) |
| A        | Alban Sulejmani   | Renova            | definitivo (0 €) |
| A        | Edgar Çani        | Vibonese          | definitivo (0 €) |
| A        | Besart Abdurahimi | Hermannstadt      | definitivo (0 €) |

### Sessione invernale(dal 1/1 al 1/2)
| Acquisti | Acquisti       | Acquisti          | Acquisti             |
| R.       | Nome           | da                | Modalità             |
| -------- | -------------- | ----------------- | -------------------- |
| D        | Lum Rexhepi    | svincolato        | parametro zero (0 €) |
| D        | Hektor Idrizaj | Kamza             | definitivo (0 €)     |
| C        | Kevin Mombilo  | PS Kemi Kings     | definitivo (0 €)     |
| C        | Dilaver Duka   | Motown            | definitivo (0 €)     |
| C        | Tijan Jaiteh   | Al-Markhiya       | definitivo (0 €)     |
| C        | Alessio Hyseni | Flamurtari Valona | definitivo (0 €)     |
| A        | Fatjon Jusufi  | Renova            | definitivo (0 €)     |

| Cessioni | Cessioni        | Cessioni        | Cessioni             |
| R.       | Nome            | a               | Modalità             |
| -------- | --------------- | --------------- | -------------------- |
| D        | Eneo Bitri      | Kamza           | prestito (0 €)       |
| D        | Rron Statovci   | Llapi           | definitivo (0 €)     |
| D        | Alma Wakili     | svincolato      | parametro zero (0 €) |
| D        | Renato Gojković | Zrinjski Mostar | definitivo (0 €)     |
| D        | Senad Hysenaj   | Besa Kavajë     | prestito (0 €)       |
| C        | So Hyon-Uk      | svincolato      | parametro zero (0 €) |
| A        | Fatjon Jusufi   | Širak           | definitivo (0 €)     |

## Risultati

### Kategoria Superiore

#### Girone di andata
| Arbitro: | Hamiti (Lezhë) |

|                      |           |  |
| Muzaka 90+14’ (rig.) | Marcatori |  |

| Arbitro: | Sokoli (Tirana) |

|  |           |             |
|  | Marcatori | 67’ Telushi |

| Arbitro: | Sino (Fier) |

|           |           |  |
| Asani 13’ | Marcatori |  |

| Laç 16 settembre 2018, ore 15:45 CEST 4ª giornata | Laçi            | 0 – 0 (0 - 0) | Partizani Tirana | Stadiumi Laçi (1000 spett.)\| Arbitro: \| Beqiri (Tirana) \| |
| Arbitro:                                          | Beqiri (Tirana) |               |                  |                                                              |

| Arbitro: | Cjapi (Tirana) |

|                        |           |  |
| Mensah 21’ Telushi 90’ | Marcatori |  |

| Arbitro: | Jorgji (Tirana) |

|  |           |          |
|  | Marcatori | 22’ Mala |

| Arbitro: | Sino (Fier) |

|                           |           |  |
| Asani 29’, 42’ Mensah 82’ | Marcatori |  |

| Arbitro: | Xhaja (Tirana) |

|  |           |          |
|  | Marcatori | 19’ Mala |

| Arbitro: | Cjapi (Tirana) |

|                               |           |              |
| Mensah 21’ Telushi 55’ (rig.) | Marcatori | 40’ Shkurtaj |

#### Girone di ritorno
| Arbitro: | Jorgji (Tirana) |

|  |           |                        |
|  | Marcatori | 64’ Muzaka 90+5’ Bregu |

| Arbitro: | Koçi (Durazzo) |

|             |           |  |
| Telushi 47’ | Marcatori |  |

| Arbitro: | Kuka (Tirana) |

|           |           |                 |
| Roger 37’ | Marcatori | 19’, 36’ Bardhi |

| Arbitro: | Kola (Valona) |

|            |           |  |
| Bardhi 62’ | Marcatori |  |

| Arbitro: | Jorgji (Tirana) |

|           |           |  |
| Bušić 10’ | Marcatori |  |

| Arbitro: | Hamiti (Lezhë) |

|                |           |            |
| Hebaj 66’, 86’ | Marcatori | 50’ Halili |

| Arbitro: | Kola (Valona) |

|          |           |           |
| Gashi 8’ | Marcatori | 59’ Asani |

| Tirana 14 dicembre 2018, ore 18:00 CEST 17ª giornata | Partizani Tirana | 0 – 0 (0 - 0) | Kukësi | Stadiumi Selman Stërmasi (? spett.)\| Arbitro: \| Jorgji (Tirana) \| |
| Arbitro:                                             | Jorgji (Tirana)  |               |        |                                                                      |

| Arbitro: | Xhaja (Tirana) |

|            |           |          |
| Ymeraj 55’ | Marcatori | 36’ Mala |

#### Girone di andata
| Arbitro: | Koçi (Durazzo) |

|  |           |         |
|  | Marcatori | 3’ Mala |

| Arbitro: | Kola (Valona) |

|  |           |           |
|  | Marcatori | 56’ Asani |

| Arbitro: | Cjapi (Tirana) |

|                        |           |  |
| Telushi 52’ Bardhi 60’ | Marcatori |  |

| Arbitro: | Kola (Valona) |

|                     |           |  |
| Shtubina 12’ (rig.) | Marcatori |  |

| Arbitro: | Myrtja (Scutari) |

|                           |           |           |
| Bardhi 11’ Hebaj 68’, 71’ | Marcatori | 40’ Ribaj |

| Tirana 1º marzo 2019, ore 18:00 CEST 24ª giornata | Tirana          | 0 – 0 (0 - 0) | Partizani Tirana | Stadiumi Selman Stërmasi (8000 spett.)\| Arbitro: \| Jorgji (Tirana) \| |
| Arbitro:                                          | Jorgji (Tirana) |               |                  |                                                                         |

| Arbitro: | Xhaja (Tirana) |

|                                       |           |  |
| Telushi 5’ Hila 32’ (rig.) Çinari 89’ | Marcatori |  |

| Arbitro: | Jorgji (Tirana) |

|               |           |                  |
| Reginaldo 55’ | Marcatori | 68’ (rig.) Asani |

| Arbitro: | Shahini (Durazzo) |

|         |           |                     |
| Duka 4’ | Marcatori | 38’, 44’, 70’ Dunga |

#### Girone di ritorno
| Arbitro: | Barjamaj (Tirana) |

|                             |           |  |
| Belica 26’ Asani 50’ (rig.) | Marcatori |  |

| Tirana 13 aprile 2019, ore - CEST 29ª giornata | Partizani Tirana | 3 – 0 (A tavolino) (-) | Kamza | Stadiumi Selman Stërmasi (- spett.)\| Arbitro: \| - (-) \| |
| Arbitro:                                       | - (-)            |                        |       |                                                            |

| Fushë-Krujë 20 aprile 2019, ore 18:45 CEST 30ª giornata | Kastrioti | – (-) | Partizani Tirana | Stadiumi Redi Maloku |

### Kupa e Shqipërisë

#### Sedicesimi di finale
| Arbitro: | Hazizaj (Fier) |

|  |           |           |
|  | Marcatori | 6’ Çinari |

| Arbitro: | Kaso (Tirana) |

|                                      |           |  |
| Çinari 16’, 39’ Bardhi 29’ Hebaj 82’ | Marcatori |  |

#### Ottavi di finale
| Arbitro: | Ferataj (Patos) |

|                        |           |                                      |
| Vatnikaj 13’ Shehu 71’ | Marcatori | 31’, 75’ Hebaj 42’ Mensah 70’ Trashi |

| Arbitro: | Shahini (Durazzo) |

|                                 |           |  |
| Hebaj 34’ Mensah 60’ Çinari 64’ | Marcatori |  |

#### Quarti di finale
| Arbitro: | Shahini (Durazzo) |

|             |           |                    |
| Telushi 42’ | Marcatori | 54’ Fili 90’ Hoxha |

| Arbitro: | Hamiti (Lezhë) |

|                  |           |  |
| Dunga 34’ (rig.) | Marcatori |  |

### UEFA Europa League

#### Primo turno preliminare
| Arbitro: | Brisard (?) |

|  |           |           |
|  | Marcatori | 50’ Bajde |

| Arbitro: | Tierney (?) |

|                              |           |  |
| Dervišević 31’ Tavares 90+3’ | Marcatori |  |